# آنا مای روتلج
آنا مای روتلج (انگلیسی: Anna Mae Routledge؛ زادهٔ ۳۱ مارس ۱۹۸۲) یک هنرپیشه اهل کانادا است. وی از سال ۲۰۰۶ میلادی تاکنون مشغول فعالیت بوده‌است.